# Йоганн Пахельбель
Йо́ганн Пахельбель (нім. Johann Pachelbel; серпень 1653, Нюрнберг — 3 березня 1706, Нюрнберг) — німецький композитор і органіст епохи бароко, творчість якого є однією з вершин південнонімецької органної музики. Склав величезну кількість світських і церковних творів, а його внесок у розвиток форм фуги і хоральної прелюдії робить його одним з найвеличніших композиторів епохи середнього бароко.
Сьогодні широкому загалу Пахельбель відомий перш за все завдяки «Канону в ре мажор»; це був єдиний написаний ним канон, і за одним цим твором складно уявити собі його стиль. Крім згаданого канону, добре відомі Чакона фа мінор, Чакона ре мінор та Токата до мінор для органу, а також цикл клавірних варіацій «Hexachordum Apollinis».

## Біографія

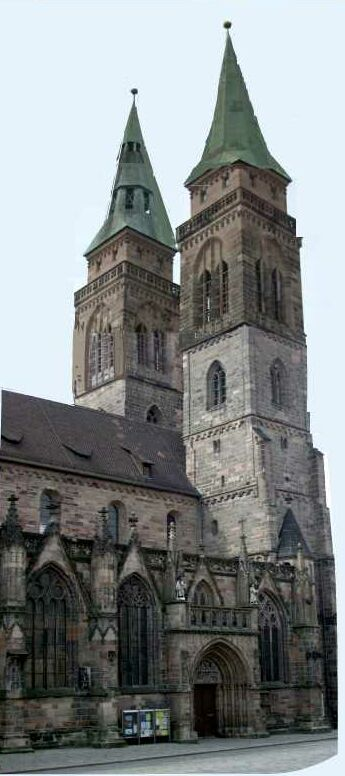
Церква Святого Себальда в Нюрнберзі.

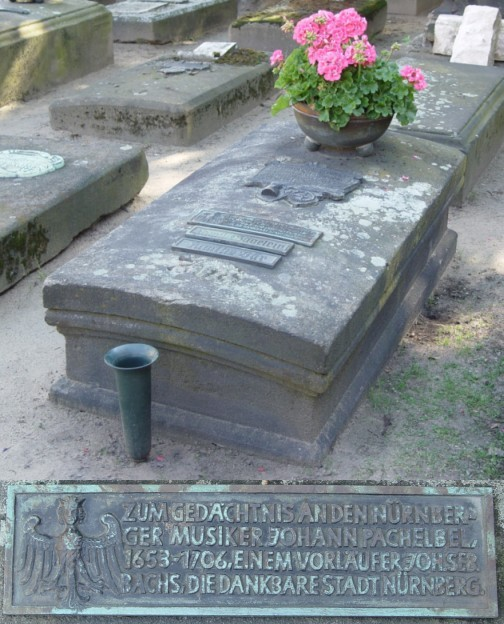
Могила Йоганна Пахельбеля на кладовищі Рохус (Rochuskirchhof).

Пахельбель народився в Нюрнберзі. Був хрещений 1 вересня 1653 року. Початкову музичну освіту йому надав Генріх Швеммер, кантор церкви Святого Себальда і органіст Георг Каспар Веккер. У 15 років Йоганн вступив до Альтдорфського університету. Під час навчання він працював органістом в одній із церков. Однак був змушений кинути університет, не провчившись і року, через фінансові труднощі.
Пізніше Пахельбель стає учнем закладу Gymnasium poeticum в Регенсбурзі, де дирекція школи, вражена здібностями Йоганна, дозволила йому вивчати музику поза гімназією під керівництвом Каспара Пренца, учня Йоганна Каспара Керлі. У 1673 році Пахельбель стає другим органістом собору Святого Стефана у Відні.
Провівши кілька років у Відні 1677 року Пахельбель переїжджає в Ейзенах, де він отримує посаду придворного органіста Йоганна Георга, герцога Саксен-Ейзенахского. У Ейзенасі він зблизився з родиною Бахів, ставши близьким другом Йоганна Амброзія Баха, батька Йоганна Себастьяна Баха, навчаючи його дітей. Приязнь між Бахами і Пахельбелем збереглася й після переїзду останнього в Ерфурт: Пахельбель став хрещеним дочки Йоганна Амброзія, Йоганни Юдіф, і навчав його сина Йоганна Крістофа.
У Ейзенасі Пахельбель провів лише рік: помер брат його працедавця, і на час жалоби кількість музикантів при дворі було скорочено, в результаті чого Пахельбель залишився без роботи. Узявши рекомендацію у капельмейстера Еберліна (у якій був названий «досконалим і рідкісним віртуозом»), він залишив Ейзенах 18 травня 1678 року.
У червні 1678 року він отримав посаду органіста в Ерфуртській Predigerkirche, де пропрацював 12 років. Заслуживши репутацію найдосконалішого органіста і композитора свого часу, Пахельбель став одним з найвідоміших німецьких композиторів під час роботи в Ерфурті (можливо, тому що йому за посадою доводилося складати хоральні прелюдії, інші твори).
Під час перебування в Ерфурті Пахельбель двічі одружувався. Першою його дружиною (весілля відбулося 25 жовтня 1681 року) стала Барбара Габлер, але вона померла разом з сином під час чуми 1683 року. Вдруге Пахельбель одружився з Юдіф Дроммер (24 серпня 1684 року). У них народилося 5 синів і 2 дочки. Двоє з синів Пахельбеля, Вільгельм Ієронім і Карл Теодор, також стали композиторами органної музики, а ще один син, Йоганн Михайло, став майстром музичних інструментів. Одна з його дочок, Амалія, заслужила визнання як художник і гравер.
Попри те, що Пахельбель був дуже успішний як органіст, композитор і викладач, він попросив дозволу на звільнення, мабуть, в надії знайти кращу роботу. Дозвіл було надано 15 серпня 1690 року, не минуло й трьох тижнів, як він вже був придворним органістом і музикантом при Вюртемберзькому дворі в Штутгарті під патронатом герцогині Магдалени Сибілли. Це місце було краще за попереднє, але незабаром Пахельбель змушений був тікати через загрозу французького вторгнення. Він повернувся до Нюрнберга, а звідти переїхав в Готу, де 8 листопада став міським органістом.
Колишній учитель Пахельбеля і органіст церкви Святого Себальда Георг Каспар Веккер помер 20 квітня 1695 року. Міська влада настільки хотіла, щоб вакантне місце зайняв Пахельбель, що, всупереч звичаю, не влаштовували конкурсу, а направили йому офіційне запрошення. Пахельбель погодився і повернувся до Нюрнберга влітку 1695 року. Тут він прожив увесь залишок життя. Похований на кладовищі Рохус (нім. Rochuskirchhof).